# Осада Авиньона (737)
Осада Авиньона — состоявшиеся в 737 году во время арабского вторжения в Галлию военные действия, когда франкские войска во главе с Карлом Мартеллом разбили омейядский гарнизон Авиньона и разрушили крепость.

## Предыстория
Арабы захватили Авиньон в 734 году, после того как он был сдан Юсуфу ибн Абд аль-Рахману аль-Фихри, омейядскому губернатору Нарбонны, герцогом Мавронтом Провансальским. Согласно «Хронике Фредегара», Мавронт пригласил Юсуфа в город после заключения с ним союза против Карла Мартелла. «Хроника Муассака» подтверждает, что силы Юсуфа мирно перешли из захваченной арабами Септимании в Прованс и без боя вошли в Авиньон. В ответ Мартелл отправил своего брата, герцога Хильдебранда I, на юг в 736 году в сопровождении других князей и графов.
Эта осада стала частью кампании 736—737 годов, во время которой Карл Мартелл во второй раз сразился с арабскими армиями из Аль-Андалуса в их походе на север от Пиренеев. В отличие от вторжения 732—733 годов, арабы прибыли на этот раз морем. Примечательным в этих сражениях было использование тяжёлой кавалерии в дополнение к хорошо подготовленной франкской пехоте.

## Осада
Хильдебранд I осадил Авиньон и удерживал осаду, пока его брат не подготовился к штурму города.
Войска Мартелла использовали верёвочные лестницы и тараны для атаки на стены Авиньона; после захвата город был сожжён. Затем армия франков пересекла реку Рону, вступила в Септиманию и осадила Нарбонну.

## Результаты
Несмотря на наличие нескольких катапульт, Авиньон был в значительной степени захвачен простой лобовой атакой с использованием тарана, чтобы разбить ворота, и лестниц, чтобы взобраться на стены.
Историк Энтони Сантосуоссо, эксперт по средневековой Европе, утверждал, что осада Авиньона и последующие сражения по своей значимости в исторической перспективе были не менее важна, чем победа Мартелла в битве при Пуатье. Кампания Мартелла завершилась полным уничтожением крупных арабских сил, пытавшихся освободить Нарбонну, в битве на реке Берре в 737 году, и развеяла надежды арабов на расширение территорий. В 750 году Омейядский халифат пал в битве на реке Большой Заб против своих соперников Аббасидов.
Однако, по мнению Поля Фуракра, важность побед Мартелла были сильно преувеличены в трудах Павла Диакона и «Хронике Фредегара», в которых Мартелл изображался как прародитель более поздних франкских успехов, а франки — как «божий народ». Другие историки указывают на собственные интересы Мартелла в регионе, который в 736 году захватил Лион и Среднюю Рону и, возможно, стремился обезопасить для себя недавно побеждённую Бургундию. В любом случае, кажется очевидным, что магнаты Прованса, правившие полуавтономно, видели надвигающуюся опасность с севера и сдали Авиньон арабам, чтобы уравновесить амбиции Мартелла.